# アネモネ (MOON CHILDの曲)
『アネモネ』は、MOON CHILDの6枚目のシングル。

## 解説
- TBS系「COUNT DOWN TV」1997年9月度オープニングテーマ・花王「サクセス育毛トニック」CMソング
- ジャケット写真は日比谷野外音楽堂で撮影され、当時のファン向けアンケートでは好きなジャケットNo.1に選ばれた。（2005年発売のコンプリートベストのジャケットはこのCDのジャケットと同じ構図で撮影されている。）
- 最高位こそ13位とトップ10入りとはならなかったが、累計売上枚数は10万枚とスマッシュヒットを記録した。
- タイトルの「アネモネ」は村上龍の小説『コインロッカー・ベイビーズ』に登場する少女の名前から取っている。

## 収録曲
| 全作詞・作曲: 佐々木収、全編曲: Moon Child・浦清英。 |                             |          |            |
| #                                                    | タイトル                    | 作詞     | 作曲・編曲 |
| 1.                                                   | 「アネモネ」                | 佐々木収 | 佐々木収   |
| 2.                                                   | 「夏草の想い」              | 佐々木収 | 佐々木収   |
| 3.                                                   | 「アネモネ (Instrumental)」 | 佐々木収 | 佐々木収   |

## 収録アルバム
- MY LITTLE RED BOOK (#1)
- Treasures of MOON CHILD 〜THE BEST OF MOON CHILD〜 (#1)
- COMPLETE BEST (#1)